# توماس روبن بلاك
توماس روبن بلاك (بالإنجليزية: Thomas Reuben Black)‏ هو فلاح وسياسي كندي، ولد في 16 أكتوبر 1832، وتوفي في 14 سبتمبر 1905. حزبياً، نشط في الحزب الليبرالي الكندي والحزب الليبرالي في نوفا سكوشا ‏. وقد انتخب عضو مجلس الشيوخ الكندي.